# Casting Crowns
Casting Crowns es una banda de música cristiana contemporánea y rock cristiano, originaria del estado de Florida, Estados Unidos. La banda tuvo sus inicios en 1999 cuando fue fundada por el actual cantante, el pastor Mark Hall, de la Primera Iglesia Bautista del séptimo día de Daytona Beach, como parte de un grupo juvenil. Más tarde, Hall se trasladó a Stockbridge, Georgia donde conoció a otros músicos cristianos que se integraron a la banda. Algunos miembros trabajan actualmente como ministros de la Iglesia Eagles Landing First Baptist Church en Georgia.
Casting Crowns ha sido una de las bandas cristianas más prominentes desde la década de 2000; ha vendido más de 8 millones de copias en todo el mundo,, ha hecho numerosas giras por todo el mundo, y ha sido galardonada con numerosos Premios Dove como la "Mejor banda del Año", y un Premio Grammy al "Mejor Grupo de Música Cristiana Contemporánea." Varias de sus canciones y álbumes han logrado llegar al Top 10 de la lista Billboard 200.

## Historia

### Formación
Casting Crowns se formó cuando el actual líder de la banda, vocalista y compositor, el pastor Mark Hall comenzó la creación de un grupo de alabanza en Daytona Beach, en 1999. Los primeros miembros fueron Hall, los guitarristas Juan DeVevo y Héctor Cervantes y la violinista Melodee DeVevo. En el 2001, el grupo viajó a Stockbridge, donde se integraron el bajista Chris Huffman, la tecladista y acordeonista Megan Garrett y el baterista Andy Williams. La recién formada agrupación lanzó dos álbumes independientes en CD, los cuales fueron bien recibidos en Atlanta y sus alrededores.

### Debut

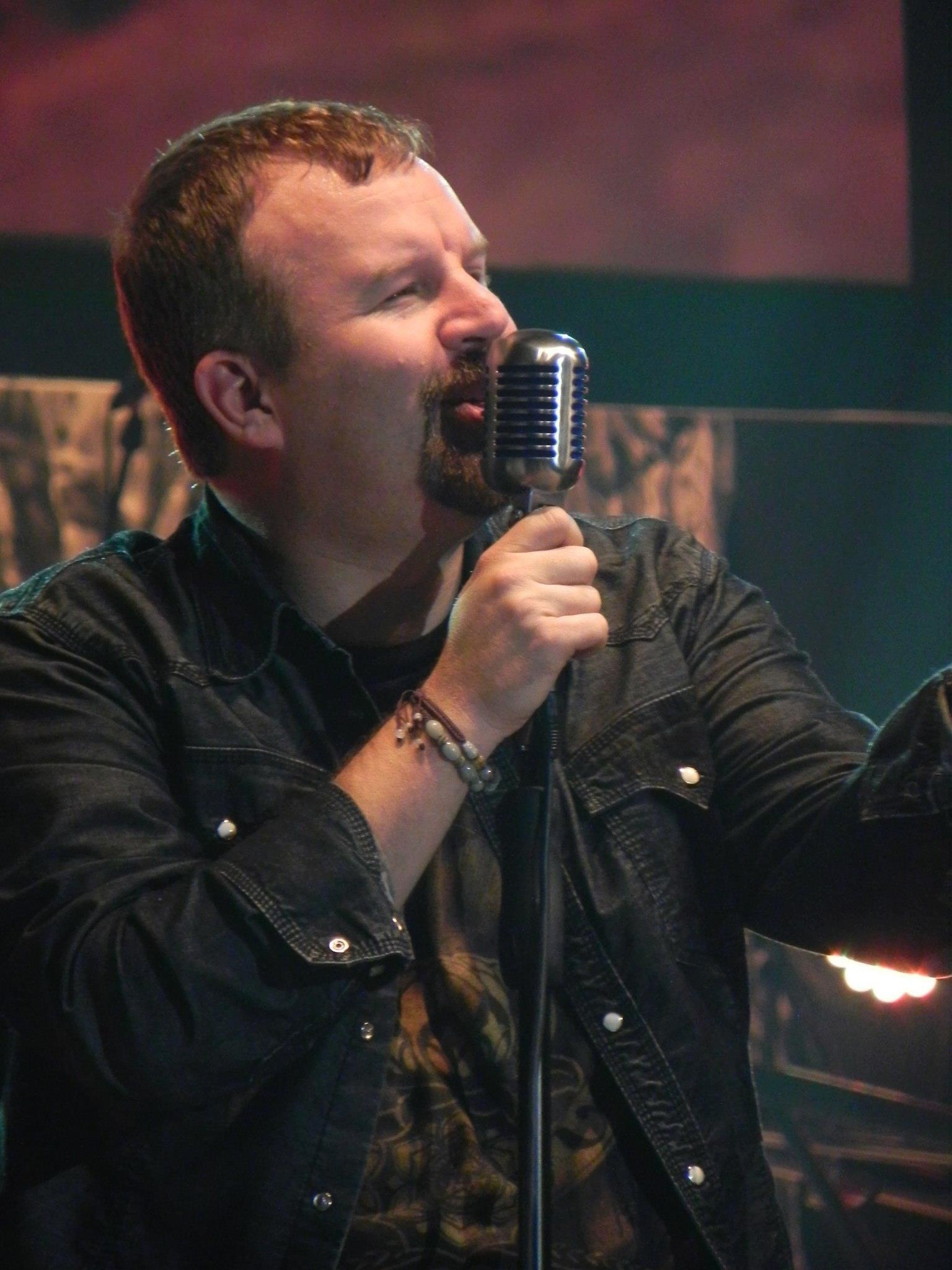
Mark Hall, vocalista de Casting Crowns.

La banda ganó el concurso regional de compositores de la GMA, una competición realizada en la Palm Beach Atlantic University, al este de Palm Beach, Florida. Ganaron en dos categorías: "Mejor canción" y "Mejor artista" en el 2004. Aunque la banda no estaba en busca de un sello discográfico, uno de sus álbumes llegó a las manos de Mark Miller, líder del grupo de música country Sawyer Brown, quién se impresionó con la música, el estilo de Casting Crowns y la habilidad vocal de Hall. Miller firmó un contrato con Casting Crowns con su compañía que apenas empezaba, una división de Reunion Records y así, Casting Crowns fue la primera banda musical en firmar un contrato con Beach Street Records.
Mark Miller llevó al grupo al estudio de grabación con el coproductor Steven Curtis Chapman, un reconocido artista en la música cristiana. El resultado fue su álbum homónimo Casting Crowns, el cual fue lanzado en el 2003. El álbum rápidamente se convirtió en uno de los discos debut mejor vendidos en la historia de la música cristiana y su tercer sencillo «Voice of Truth», rompió un récord de ventas durante las catorce primeras semanas que salió al mercado, siendo el #1 en el 2003. Además, es uno de los temas de la película Facing the Giants. El álbum fue catalogado disco platino en el 2005. En 2011, el grupo recibió su primera certificación de oro por el sencillo del álbum, «Who Am I».

### Lifesong(2005-2006)
El álbum Lifesong, editado en 2005, debutó en el puesto #9 en el Billboard 200, el conteo de los mejores 200 álbumes musicales. El álbum contiene 3 sencillos «Lifesong», «Praise You in this Storm» y «Does Anybody Hear Her?». «Lifesong» permaneció 9 semanas en el top chart y «Praise You in This Storm» estuvo en el primer lugar por 7 semanas. Además de que el álbum fue exitoso en los conteos de música, en el 2006, Casting Crowns ganó un premio Grammy por el álbum.
En el 2006, el grupo realizó un álbum en vivo bajo el nombre de Lifesong Live, el cual incluye versiones en vivo de las canciones de su álbum de estudio.

### The Altar and the Door(2007-2008)
El tercer álbum de estudio de la banda, The Altar and the Door, que incluye los cóvers «I Know You're There» de la banda Chandler y «All Because of Jesus» de Steve Fee, debutó en el #2 en la lista del conteo de los mejores 200 álbumes y obtuvo el #1 en el conteo de los álbumes cristianos en agosto del 2007. Diez semanas después de su lanzamiento, fue catalogado como disco de oro por la RIAA. El 27 de septiembre de 2007, la banda comenzó la exitosa gira The Altar and the Door Tour con Leeland y John Waller. Mark Hall colaboró en las canciones «The Blessing» y «Sacred Pages» del álbum The Blessing de John Waller.
El primer sencillo «East to West» se mantuvo por 16 semanas consecutivas como el número #1 de la música cristiana y un total de 19 semanas en el top sport, convirtiéndose en uno de los tantos éxitos de Casting Crowns. «Every Man» fue incluido en la compilación WOW Hits 2009. «Slow Fade» también fue lanzado como sencillo y fue incluido en la banda sonora de la película cristiana Fireproof e incluido en el álbum recopilatorio WOW Hits 2010. En 2008, Casting Crowns logró la octava canción en el primer puesto con «I Heard the Bells on Christmas Day», una canción de su álbum de Navidad titulado Peace on Earth.

### Until the Whole World Hears(2009-2010)
A principios del 2009, el baterista Andy Williams dejó el grupo para comenzar un nuevo proyecto, agradeciendo a la agrupación y bendiciendo su futuro. El baterista fue reemplazado por Brian Scoggin. Casting Crowns fue una de las pocas bandas americanas que ha sido invitada a visitar Corea del Norte. Asistieron en abril del 2009 al Festival de Artes en Pionyang, donde compartieron escenario con The Annie Moses Band. Antes de que su siguiente álbum fuera lanzado a la venta, la banda salió de gira con Matt Redman en otoño. En la siguiente primavera participaron en una gira con las bandas cristianas Kutless y más tarde con Tenth Avenue North.
El cuárto álbum de estudio recibió el nombre de Until the Whole World Hears y fue lanzado el 17 de noviembre de 2009 debutando en el puesto #4 del conteo de Billboard 200 y vendiendo más de 167.000 copias en la primera semana que estuvo a la venta, rompiendo un nuevo récord dentro de los debut de álbumes cristianos en la historia; fue catalogado como disco de oro en solo 4 semanas.

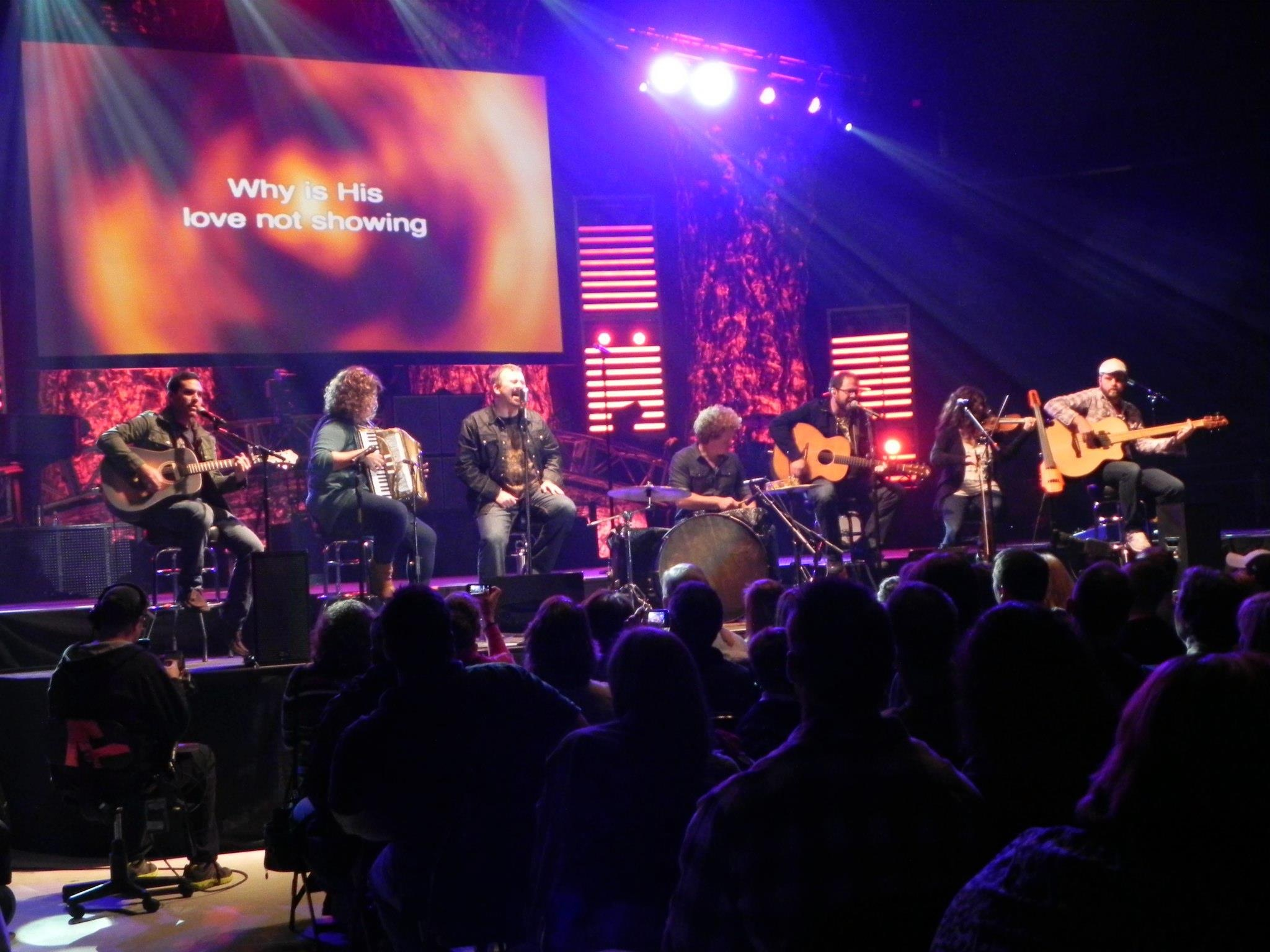
Casting Crowns en la gira de Come to the Well.

En abril de 2010, Casting Crowns ganó el Premio Dove en la categoría de Artista del año, su primera victoria en esa categoría. El video musical de la canción principal «Until the Whole World Hears» fue publicada en la página de la banda en YouTube el 23 de agosto de 2010. «Glorious Day (Living He Loved Me)» fue lanzado como sencillo en 2011 y llegó al primer lugar de Christian Songs  de Billboard durante la semana del 23 de abril.

### Come to the Well(2011-2012)
Come to the Well es el quinto álbum de estudio de Casting Crowns. Fue lanzado el 18 de octubre del 2011, incluyendo un estilo similar al de los álbumes anteriores. El álbum trata temas líricos como el perdón y la gracia, así como comentarios sobre el confesionalismo en la iglesia.
El primer sencillo del álbum, «Courageous», fue lanzado el 19 de julio de 2011 promocionando la película con el mismo nombre que es el nuevo proyecto de la compañía filmografica cristiana Sherwood Pictures. La canción alcanzó su pico máximo quedando en el puesto #1 en el Hot Christian Songs, el #4 en el Hot Christian AC y el #8 en el Bubbling Under Hot 100 Singles. El álbum debutó en la segunda posición del Billboard Hot 100, detrás de 21 de Adele.

### The Acoustic Sessions: Volume One(2013-2014)
The Acoustic Sessions: Volume One es el sexto álbum de estudio de Casting Crowns. Fue lanzado el 22 de enero del 2013 bajo el sello de Beach Street y Reunion Records. El álbum contiene todos los instrumentos utilizados en la música de adoración. Además el álbum incluye varios temas de la banda de sus álbumes antecesores. Por ejemplo, "If We Are the Body", "Who Am I", "American Dream" y "Here I Go Again" del álbum "Casting Crowns". "Praise You In This Storm" y "Set Me Free" del álbum "Lifesong" y "East to West" y "Somewhere In the Middle" del álbum "The Altar and the Door".  Además, el álbum incluye dos canciones nuevas "Delivered" que había sido colocada en su segundo álbum independiente "What If the Whole World Prayed" y "Only You" un cóver de Matt Hyam.

## Ministerio
El cantante de Casting Crowns, Mark Hall considera el trabajo del grupo como un ministerio similar a lo que el mundo llamaría "predicar cantando". De acuerdo con La Gran Comisión, Hall describe su música como un "ministerio de discipulado".
Cuatro miembros de Casting Crowns actualmente ministran en la iglesia bautista de Eagle's Landing en McDonough, Georgia donde tocan durante el servicio de adoración contemporánea en las mañanas de domingo. Trabajan la mitad del tiempo con la banda, alrededor de su trabajo de tiempo completo para tutorías de adolescentes la iglesia. A menudo dan conciertos de jueves a sábado, de modo que puedan estar en casa para la iglesia el domingo por la mañana y miércoles por la noche. Además, hay tratados bíblicos y temas cristianos que son publicados en su canal oficial en Youtube.

## Miembros de la banda
- Mark Hall – Vocalista y compositor (1999–presente)
- Josh Mix – Guitarra principal y voz de fondo (2014–presente)
- Juan Devevo – Guitarra y voz de fondo (1999–presente)
- John Michael Hall – Bajo (2021–presente)
- Megan Garrett – Piano, teclados y voz de fondo (2001–presente)
- Melodee Devevo – violín, voz de fondo y violonchelo (1999–presente)
- Jack Williams – batería (2021–presente)

Exmiembros
- Andy Williams - batería (2001–2009)
- Héctor Cervantes - Guitarra principal (1999–2013)
- Brian Scoggin - batería (2009–2019)
- Chris Huffman - Bajo (1999–2019)

## Discografía

### Álbumes de estudio
- 2001: Independent
- 2002: What If The Whole World Prayed
- 2003: Casting Crowns
- 2005: Lifesong
- 2007: The Altar And The Door
- 2008: Peace On Earth
- 2009: Until The Whole World Hears
- 2011: Come To The Well
- 2013: The Acoustic Sessions
- 2014: Thrive
- 2015: Glorious Day: Hymns Of Faith
- 2016: The Very Next Thing
- 2018: Only Jesus
- 2019: New York Sessions
- 2020: Only Jesus (Deluxe Edition)
- 2022: Healer (Deluxe Edition)

### EPs
- 2017: It's Finally Christmas
- 2022: Healer

### Álbumes en vivo
- 2004: Live From Atlanta
- 2006: Lifesong (Live)
- 2008: The Altar And The Door (Live)
- 2010: Until The Whole World Hears (Live)
- 2015: A Live Worship Experience
- 2024: Live At The Ryman - A 20 Year Celebration

### Sencillos
- 2005: Lifesong (Digital Single)
- 2009: Until The Whole World Hears
- 2017: God Of All My Days (Radio Edit)
- 2018: Only Jesus
- 2018: The Bridge
- 2018: Nobody (Feat. Matthew West)
- 2018: In The Hands Of The Potter
- 2018: One More Song For You
- 2018: Start Right Here
- 2021: Start Right Here (HGA Version)
- 2021: Scars In Heaven
- 2021: The Power Of The Cross
- 2021: Scars In Heaven (Song Session) [Feat. Essential Worship]
- 2021: Healer
- 2022: No Hurt
- 2023: Desert Road (Feat. CAIN)
- 2023: All Because Of Mercy (Radio Version)

### Compilaciones
- 2017: Just Be Held: Casting Crowns Favorites
- 2019: Voice Of Truth: The Ultimate Collection
- 2023: Lifesongs: A Celebration Of The First 20 Years

### Videos Musicales
- American Dream
- Does Anybody Hear Her?
- Slow Fade
- Until The Whole World Hears
- Courageous
- Just Another Birthday
- Broken Together
- Oh My Soul
- Only Jesus
- Nobody (Feat. Matthew West)
- Desert Road
- No Hurt
- Nobody (Live) [Feat. Elevation Worship]

## Premios y nominaciones
| Año  | Premio                           | Categoría                                                     | Trabajo nominado                            | Resultado   |
| ---- | -------------------------------- | ------------------------------------------------------------- | ------------------------------------------- | ----------- |
| 2006 | Premios Grammy                   | Mejor álbum góspel pop/contemporáneo                          | Lifesong                                    | Ganadores   |
| 2008 | Premios Grammy                   | Mejor interpretación góspel                                   | «East to West»                              | Nominados   |
| 2008 | Premios Grammy                   | Mejor canción góspel                                          | «East to West»                              | Nominados   |
| 2008 | Premios Grammy                   | Mejor álbum góspel pop/contemporáneo                          | The Altar and the Door                      | Nominados   |
| 2009 | Premios Grammy                   | Mejor interpretación góspel                                   | «East to West»                              | Nominados   |
| 2013 | Premios Grammy                   | Mejor interpretación de música cristiana góspel/contemporánea | «Jesus, Friend of Sinners»                  | Nominados   |
| 2013 | Premios Grammy                   | Mejor canción de música cristiana contemporánea               | «Jesus, Friend of Sinners»                  | Nominados   |
| 2013 | Premios Grammy                   | Mejor álbum de música cristiana contemporánea                 | Come To The Well                            | Nominados   |
| 2004 | GMA Dove Awards                  | Artista nuevo del año                                         | Casting Crowns                              | Nominados   |
| 2004 | GMA Dove Awards                  | Canción del año                                               | «If We Are the Body»                        | Nominados   |
| 2004 | GMA Dove Awards                  | Canción pop/contemporánea del año                             | «If We Are the Body»                        | Nominados   |
| 2004 | GMA Dove Awards                  | Álbum pop/contemporáneo del año                               | Casting Crowns                              | Nominados   |
| 2005 | GMA Dove Awards                  | Artista del año                                               | Casting Crowns                              | Nominados   |
| 2005 | GMA Dove Awards                  | Grupo del año                                                 | Casting Crowns                              | Ganadores   |
| 2005 | GMA Dove Awards                  | Canción del año                                               | «Who Am I»                                  | Ganadores   |
| 2005 | GMA Dove Awards                  | Canción pop/contemporánea del año                             | «If We Are the Body»                        | Ganadores   |
| 2005 | GMA Dove Awards                  | Canción rock/contemporánea del año                            | «American Dream»                            | Nominados   |
| 2005 | GMA Dove Awards                  | Canción inspiracional del año                                 | «Voice of Truth»                            | Ganadores   |
| 2005 | GMA Dove Awards                  | Canción de adoración del año                                  | «Who Am I»                                  | Nominados   |
| 2006 | GMA Dove Awards                  | Artista del año                                               | Casting Crowns                              | Nominados   |
| 2006 | GMA Dove Awards                  | Grupo del año                                                 | Casting Crowns                              | Ganadores   |
| 2006 | GMA Dove Awards                  | Canción del año                                               | «Lifesong»                                  | Nominados   |
| 2006 | GMA Dove Awards                  | Canción del año                                               | «Voice of Truth»                            | Nominados   |
| 2006 | GMA Dove Awards                  | Canción pop/contemporánea del año                             | «Lifesong»                                  | Nominados   |
| 2006 | GMA Dove Awards                  | Álbum pop/contemporáneo del año                               | Lifesong                                    | Ganadores   |
| 2007 | GMA Dove Awards                  | Artista del año                                               | Casting Crowns                              | Nominados   |
| 2007 | GMA Dove Awards                  | Grupo del año                                                 | Casting Crowns                              | Ganadores   |
| 2007 | GMA Dove Awards                  | Canción del año                                               | «Praise You In This Storm»                  | Nominados   |
| 2007 | GMA Dove Awards                  | Canción pop/contemporánea del año                             | «Praise You In This Storm»                  | Ganadores   |
| 2007 | GMA Dove Awards                  | Video musical versión larga del año                           | Lifesong Live                               | Nominados   |
| 2008 | GMA Dove Awards                  | Artista del año                                               | Casting Crowns                              | Nominados   |
| 2008 | GMA Dove Awards                  | Grupo del año                                                 | Casting Crowns                              | Ganadores   |
| 2008 | GMA Dove Awards                  | Canción del año                                               | «East to West»                              | Ganadores   |
| 2008 | GMA Dove Awards                  | Canción pop/contemporánea del año                             | «East to West»                              | Ganadores   |
| 2008 | GMA Dove Awards                  | Álbum pop/contemporáneo del año                               | The Altar and the Door                      | Ganadores   |
| 2008 | GMA Dove Awards                  | Canción de adoración del año                                  | «Praise You In This Storm»                  | Nominados   |
| 2009 | GMA Dove Awards                  | Artista del año                                               | Casting Crowns                              | Nominados   |
| 2009 | GMA Dove Awards                  | Grupo del año                                                 | Casting Crowns                              | Ganadores   |
| 2009 | GMA Dove Awards                  | Álbum de Navidad del año                                      | Peace on Earth                              | Ganadores   |
| 2009 | GMA Dove Awards                  | Video musical versión corta del año                           | Slow Fade                                   | Ganadores   |
| 2009 | GMA Dove Awards                  | Video musical versión larga del año                           | The Altar and the Door Live                 | Nominados   |
| 2010 | GMA Dove Awards                  | Artista del año                                               | Casting Crowns                              | Ganadores   |
| 2010 | GMA Dove Awards                  | Grupo del año                                                 | Casting Crowns                              | Nominados   |
| 2010 | GMA Dove Awards                  | Canción pop/contemporánea del año                             | «Until the Whole World Hears»               | Nominados   |
| 2011 | GMA Dove Awards                  | Álbum pop/contemporáneo del año                               | Until the Whole World Hears                 | Nominados   |
| 2011 | GMA Dove Awards                  | Video musical versión larga del año                           | Until the Whole World Hears... Live         | Nominados   |
| 2012 | GMA Dove Awards                  | Canción del año                                               | «Glorious Day (Living He Loved Me)»         | Nominados   |
| 2012 | GMA Dove Awards                  | Grupo del año                                                 | Casting Crowns                              | Nominados   |
| 2012 | GMA Dove Awards                  | Canción de adoración del año                                  | «Glorious Day (Living He Loved Me)»         | Nominados   |
| 2012 | GMA Dove Awards                  | Álbum musical para niños del año                              | Hosanna! Today's Top Worship Songs for Kids | Nominados*  |
| 2012 | GMA Dove Awards                  | Álbum de evento especial del año                              | Music Inspired by "The Story"               | Ganadores** |
| 2013 | GMA Dove Awards                  | Álbum de evento especial del año                              | Jesus, Firm Foundation: Hymns of Worship    | Nominados   |
| 2014 | GMA Dove Awards                  | Artista del año                                               | Casting Crowns                              | Nominados   |
| 2014 | GMA Dove Awards                  | Álbum pop/contemporáneo del año                               | Thrive                                      | Nominados   |
| 2015 | GMA Dove Awards                  | Canción del año                                               | «Thrive»                                    | Nominados   |
| 2015 | GMA Dove Awards                  | Álbum inspiracional del año                                   | Glorious Day: Hymns of Faith                | Nominados   |
| 2016 | GMA Dove Awards                  | Canción del año                                               | «Just Be Held»                              | Nominados   |
| 2016 | GMA Dove Awards                  | Artista cristiano contemporáneo del año                       | Casting Crowns                              | Nominados   |
| 2016 | GMA Dove Awards                  | Canción pop/contemporánea del año                             | «Just Be Held»                              | Nominados   |
| 2016 | GMA Dove Awards                  | Álbum de adoración del año                                    | A Live Worship Experience                   | Nominados   |
| 2005 | American Music Awards            | Artista favorito inspiracional contemporáneo                  | Casting Crowns                              | Nominados   |
| 2006 | American Music Awards            | Artista favorito inspiracional contemporáneo                  | Casting Crowns                              | Nominados   |
| 2007 | American Music Awards            | Artista favorito inspiracional contemporáneo                  | Casting Crowns                              | Ganadores   |
| 2008 | American Music Awards            | Artista favorito inspiracional contemporáneo                  | Casting Crowns                              | Nominados   |
| 2010 | American Music Awards            | Artista favorito inspiracional contemporáneo                  | Casting Crowns                              | Nominados   |
| 2011 | American Music Awards            | Artista favorito inspiracional contemporáneo                  | Casting Crowns                              | Ganadores   |
| 2014 | American Music Awards            | Artista favorito inspiracional contemporáneo                  | Casting Crowns                              | Ganadores   |
| 2015 | American Music Awards            | Artista favorito inspiracional contemporáneo                  | Casting Crowns                              | Pendiente   |
| 2011 | Billboard Music Awards           | Mejor artista cristiano                                       | Casting Crowns                              | Nominados   |
| 2012 | Billboard Music Awards           | Mejor artista cristiano                                       | Casting Crowns                              | Ganadores   |
| 2012 | Billboard Music Awards           | Mejor álbum cristiano                                         | Come To The Well                            | Ganadores   |
| 2012 | Billboard Music Awards           | Mejor álbum cristiano                                         | Until the Whole World Hears                 | Nominados   |
| 2012 | Billboard Music Awards           | Mejor canción cristiana                                       | «Glorious Day (Living He Loved Me)»         | Nominados   |
| 2013 | Billboard Music Awards           | Mejor artista cristiano                                       | Casting Crowns                              | Nominados   |
| 2013 | Billboard Music Awards           | Mejor álbum cristiano                                         | Come To The Well                            | Nominados   |
| 2015 | Billboard Music Awards           | Mejor artista cristiano                                       | Casting Crowns                              | Nominados   |
| 2015 | Billboard Music Awards           | Mejor álbum cristiano                                         | Thrive                                      | Nominados   |
| 2013 | K-LOVE Fan Awards                | Grupo/dúo del año                                             | Casting Crowns                              | Ganadores   |
| 2013 | K-LOVE Fan Awards                | Artista del año                                               | Casting Crowns                              | Nominados   |
| 2014 | K-LOVE Fan Awards                | Artista del año                                               | Casting Crowns                              | Ganadores   |
| 2014 | K-LOVE Fan Awards                | Grupo/dúo del año                                             | Casting Crowns                              | Nominados   |
| 2015 | K-LOVE Fan Awards                | Grupo/dúo del año                                             | Casting Crowns                              | Nominados   |
| 2015 | K-LOVE Fan Awards                | Artista del año                                               | Casting Crowns                              | Nominados   |
| 2004 | American Christian Music Awards  | Compositor del año                                            | Mark Hall                                   | Nominados*  |
| 2004 | American Christian Music Awards  | Grupo/dúo nuevo del año                                       | Casting Crowns                              | Ganadores   |
| 2004 | American Christian Music Awards  | Canción grabada del año                                       | «If We Are the Body»                        | Nominados   |
| 2004 | American Christian Music Awards  | Grupo/dúo sobresaliente (canción)                             | «If We Are the Body»                        | Nominados   |
| 2004 | American Christian Music Awards  | Grupo/dúo sobresaliente (álbum)                               | Casting Crowns                              | Ganadores   |
| 2004 | American Christian Music Awards  | Canción sobresaliente adulto contemporáneo                    | «If We Are the Body»                        | Ganadores   |
| 2004 | American Christian Music Awards  | Artista sobresaliente - Current Hits                          | Casting Crowns                              | Ganadores   |
| 2004 | American Christian Music Awards  | Canción sobresaliente - Current Hits                          | «If We Are the Body»                        | Ganadores   |
| 2004 | American Christian Music Awards  | Álbum sobresaliente - Current Hits                            | Casting Crowns                              | Ganadores   |
| 2005 | American Christian Music Awards  | Canción sobresaliente inspiracional                           | «Who Am I»                                  | Ganadores   |
| 2005 | American Christian Music Awards  | Grupo, dúo o banda contemporánea favorita                     | Casting Crowns                              | Nominados   |
| 2007 | ASCAP Christian Music Awards     | Canción cristiana del año                                     | «Praise You In This Storm»                  | Ganadores   |
| 2007 | ASCAP Christian Music Awards     | Una de las canciones más reproducidas                         | «Praise You In This Storm»                  | Ganadores   |
| 2012 | ASCAP Christian Music Awards     | Canción cristiana del año                                     | «Glorious Day (Living He Loved Me)»         | Ganadores   |
| 2012 | ASCAP Christian Music Awards     | Una de las canciones más reproducidas                         | «Glorious Day (Living He Loved Me)»         | Ganadores   |
| 2013 | ASCAP Christian Music Awards     | Una de las canciones más reproducidas                         | «Jesus, Friend of Sinners»                  | Ganadores   |
| 2014 | ASCAP Christian Music Awards     | Una de las canciones más reproducidas                         | «Already There»                             | Ganadores   |
| 2011 | About.com Readers' Choice Awards | Mejor banda cristiana pop/contemporánea                       | Casting Crowns                              | Nominados   |
| 2012 | About.com Readers' Choice Awards | Mejor banda cristiana pop/contemporánea                       | Casting Crowns                              | Nominados   |
| 2010 | Visionary Awards                 | Canción del año                                               | «Until The Whole World Hears»               | Ganadores   |
| 2010 | Visionary Awards                 | Grupo vocal del año                                           | Casting Crowns                              | Nominados   |
| 2004 | Victory Awards                   | Artista nuevo del año                                         | Casting Crowns                              | Ganadores   |
| 2003 | Premios AMCL                     | Artista inglés del año                                        | Casting Crowns                              | Nominados   |
| 2003 | Premios AMCL                     | Canción inglesa del año                                       | «What If His People Prayed»                 | Nominados   |
| 2003 | Premios AMCL                     | Álbum inglés del año                                          | Casting Crowns                              | Nominados   |
| 2006 | Premios AMCL                     | Artista inglés del año                                        | Casting Crowns                              | Ganadores   |
| 2006 | Premios AMCL                     | Canción inglesa del año                                       | «Does Anybody Hear Her?»                    | Ganadores   |
| 2006 | Premios AMCL                     | Álbum inglés del año                                          | Lifesong                                    | Ganadores   |
| 2006 | Premios AMCL                     | Video inglés del año                                          | Does Anybody Hear Her?                      | Nominados   |
| 2007 | Premios AMCL                     | Artista inglés del año                                        | Casting Crowns                              | Nominados   |
| 2007 | Premios AMCL                     | Canción inglesa del año                                       | «Praise You In This Storm»                  | Nominados   |
| 2007 | Premios AMCL                     | Canción inglesa del año                                       | «East To West»                              | Nominados   |
| 2007 | Premios AMCL                     | Álbum inglés del año                                          | The Altar and the Door                      | Ganadores   |
| 2008 | Premios AMCL                     | Artista inglés del año                                        | Casting Crowns                              | Nominados   |
| 2008 | Premios AMCL                     | Canción inglesa del año                                       | «East To West»                              | Nominados   |
| 2008 | Premios AMCL                     | Álbum inglés del año                                          | Peace On Earth                              | Nominados   |
| 2008 | Premios AMCL                     | Video inglés del año                                          | Slow Fade                                   | Nominados   |
| 2010 | Premios AMCL                     | Artista inglés del año                                        | Casting Crowns                              | Nominados   |
| 2011 | Premios AMCL                     | Artista inglés del año                                        | Casting Crowns                              | Nominados   |
| 2011 | Premios AMCL                     | Canción inglesa del año                                       | «Courageous»                                | Nominados   |
| 2011 | Premios AMCL                     | Álbum inglés del año                                          | Come To The Well                            | Nominados   |
| 2011 | Premios AMCL                     | Video inglés del año                                          | Courageous                                  | Nominados   |
| 2005 | BMI Christian Music Awards       | Compositor del año                                            | Mark Hall                                   | Ganadores*  |
| 2005 | BMI Christian Music Awards       | Una de las canciones AC más sonadas                           | «If We Are the Body»                        | Ganadores   |
| 2005 | BMI Christian Music Awards       | Una de las canciones AC más sonadas                           | «Who Am I»                                  | Ganadores   |
| 2005 | BMI Christian Music Awards       | Una de las canciones más sonadas de la radio                  | «If We Are the Body»                        | Ganadores   |
| 2005 | BMI Christian Music Awards       | Una de las canciones más sonadas de la radio                  | «Who Am I»                                  | Ganadores   |
| 2007 | BMI Christian Music Awards       | Canción del año                                               | «Voice of Truth»                            | Ganadores   |
| 2007 | BMI Christian Music Awards       | Compositor del año                                            | Mark Hall                                   | Ganadores*  |
| 2007 | BMI Christian Music Awards       | Top 5 canciones cristianas contemporáneas más sonadas         | «Lifesong»                                  | Ganadores   |
| 2007 | BMI Christian Music Awards       | Top 5 canciones inspiracionales más sonadas                   | «Praise You In This Storm»                  | Ganadores   |
| 2007 | BMI Christian Music Awards       | Top 5 canciones inspiracionales más sonadas                   | «Voice of Truth»                            | Ganadores   |
| 2008 | BMI Christian Music Awards       | Una de las canciones más sonadas en la radio                  | «Does Anybody Hear Her?»                    | Ganadores   |
| 2009 | BMI Christian Music Awards       | Una de las canciones más sonadas de la radio                  | «All Because Of Jesus»                      | Ganadores   |
| 2009 | BMI Christian Music Awards       | Una de las canciones más sonadas de la radio                  | «East to West»                              | Ganadores   |
| 2009 | BMI Christian Music Awards       | Una de las canciones más sonadas de la radio                  | «Every Man»                                 | Ganadores   |
| 2010 | BMI Christian Music Awards       | Una de las canciones más sonadas de la radio                  | «Slow Fade»                                 | Ganadores   |
| 2011 | BMI Christian Music Awards       | Una de las canciones más sonadas de la radio                  | «Until The Whole World Hears»               | Ganadores   |
| 2012 | BMI Christian Music Awards       | Compositordel año                                             | Mark Hall                                   | Ganadores*  |
| 2012 | BMI Christian Music Awards       | Una de las canciones más sonadas de la radio                  | «Glorious Day (Living He Loved Me)»         | Ganadores   |
| 2012 | BMI Christian Music Awards       | Una de las canciones más sonadas de la radio                  | «If We've Ever Needed You»                  | Ganadores   |
| 2013 | BMI Christian Music Awards       | Una de las canciones más sonadas de la radio                  | «Courageous»                                | Ganadores   |
| 2014 | BMI Christian Music Awards       | Compositor del año                                            | Mark Hall                                   | Ganadores*  |
| 2014 | BMI Christian Music Awards       | Una de las canciones más sonadas de la radio                  | «Already There»                             | Ganadores   |
| 2014 | BMI Christian Music Awards       | Una de las canciones más sonadas de la radio                  | «Jesus, Friend of Sinners»                  | Ganadores   |
| 2015 | BMI Christian Music Awards       | Una de las canciones más sonadas de la radio                  | «All You've Ever Wanted»                    | Ganadores   |

* La nominación correspondió a Mark Hall.

** La nominación correspondió a Mark Hall y Megan Garret.

## Libros
- Lifestories (Testimonios) por Mark Hall
- Your Own Jesus por Mark Hall